# Piz Badile
Piz Badile en alemán, Pizzo Badile en italiano es una montaña 3.308 m s. n. m. del Val Bregaglia en Suiza e Italia, la cual constituye una frontera natural entre los dos países. Es la cima más conocida de los Montes de la Val Bregaglia. Se encuentra entre el Valle Masino en la provincia de Sondrio y el Valle Bondasca al norte, un valle lateral del Valle Bregaglia.
El Piz Badile es la montaña más imponente del grupo de la Bondasca, si bien lo supera en altura el vecino Pizzo Cengalo, de 66 metros más alto. La renombrada pared norte del Piz Badile se alza entre dos lenguas de hielo, el Vadrec da la Turbinasca al oeste y el Vadrec dal Cengal al este (Vadrec es la denominación de una lengua de hielo en el dialecto de la Bregaglia). La parte norte se yergue por más de 700 m sobre el hielo. De su forma trapezoidal deriva el nombre de la montaña.